# Captain Tomaday
Captain Tomaday (キャプテン・トマディ, Kyaputen Tomadi) é um jogo eletrônico estilo Shoot 'em up desenvolvido e publicado somente no Japão em 1999 pela Visco Corp. para a máquina de Arcade Neo Geo MVS.
Neste game, o player controla o personagem Tomaday, um tomate que adquiriu super poderes após cair em uma mistura química de um laboratório.